# Dadá-Kopf
Dadá-Kopf (en valencià: Cap dadà) és una obra realitzada en 1917 per l'artista alemany Hans Richter. És temple sobre llenç i forma part d'una sèrie que porta el mateix títol, Dada-Kopf.
Temàticament i tècnicament aquest llenç, a l'igual que la resta de la sèrie, és el resultat d'una investigació que prèviament fa l'artista Hans Richter. Durant aquesta investigació va treballar amb una sèrie de retrats d'alguns companys dadaistes. Ho va fer des del gest, amb cert grau d'involuntarietat i en un estat pròxim al trans, a més tenia poca llum i els colors eren quasi imperceptibles. El seu objectiu era crear una sèrie d'obres que anaren més enllà dels detalls i les particularitats, buscava fer una obra molt més abstracta.
La serie Dada Kopf va més enllà de les formes més tradicionals. En aquesta obra en concret podem veure com Hans Richter converteix el retrat en simples formes geomètriques i plans de color. L'obra Dada-Kopf conté també els principis constructius i les formes abstractes del cubisme.
La manera en què es resol la superfície i l'equilibri de l'obra és un tret molt característic d'aquesta sèrie, i ho podem veure perfectament reflectit en Dada-Kopf. En primer lloc, l'ús de les formes geomètriques per a compondre el cap, que ve reforçat per l'ús que fa dels colors, utilitzant degradacions cromàtiques, donant com a resultat un obra amb un gran llenguatge abstracte, que trobarà la seua projecció en el cine abstracte de Richter junt amb Viking Eggeling a partir de 1920.